# قصر بيتي

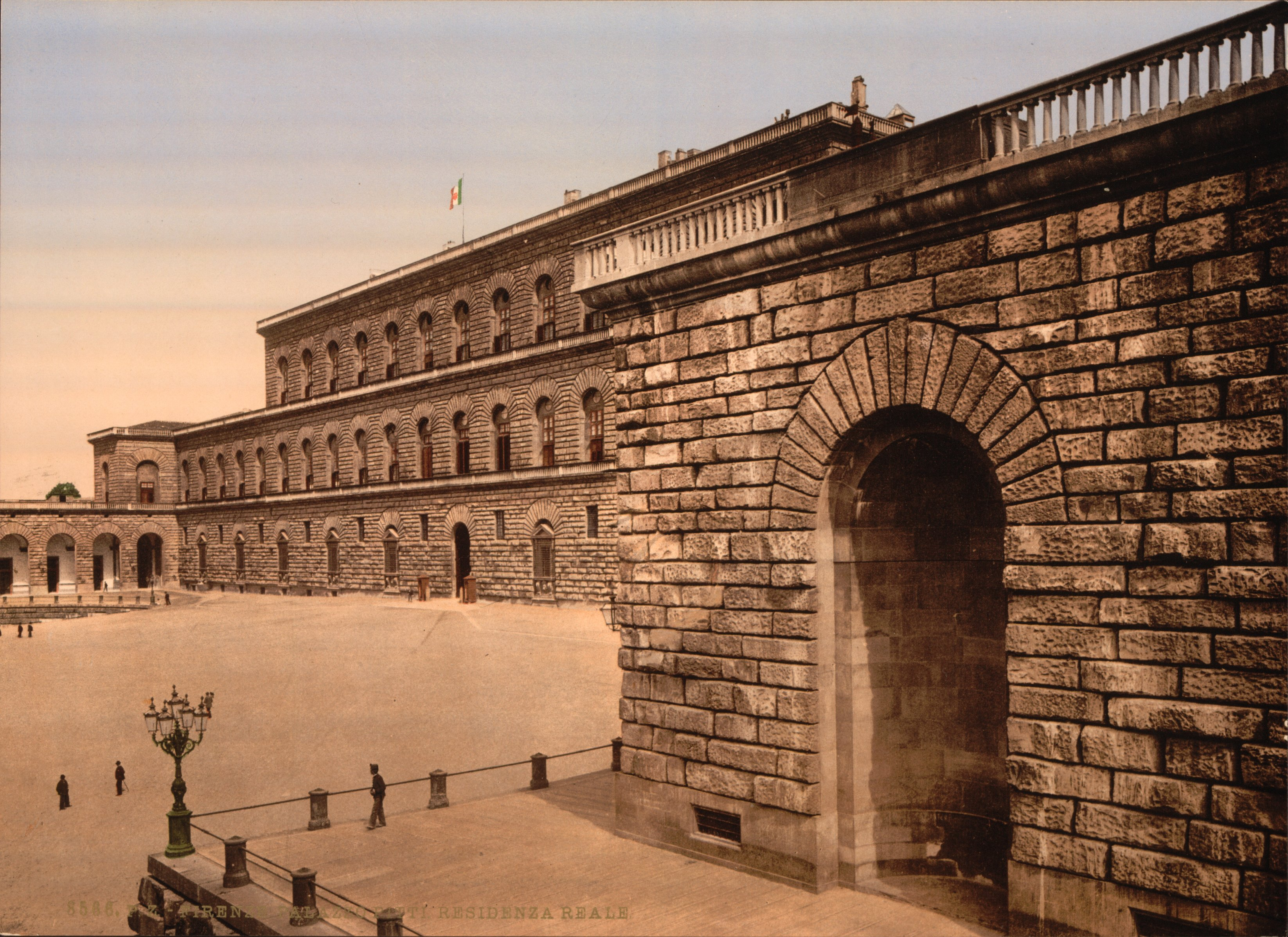
صورة من أوائل القرن العشرين لقصر بيتي، المعروف حينها باسم "المنزل الملكي" لأن الملك فيكتور إيمانويل الثاني اتخذه مسكناً بين 1865-1871 عندما كانت فلورنسا عاصمة إيطاليا.

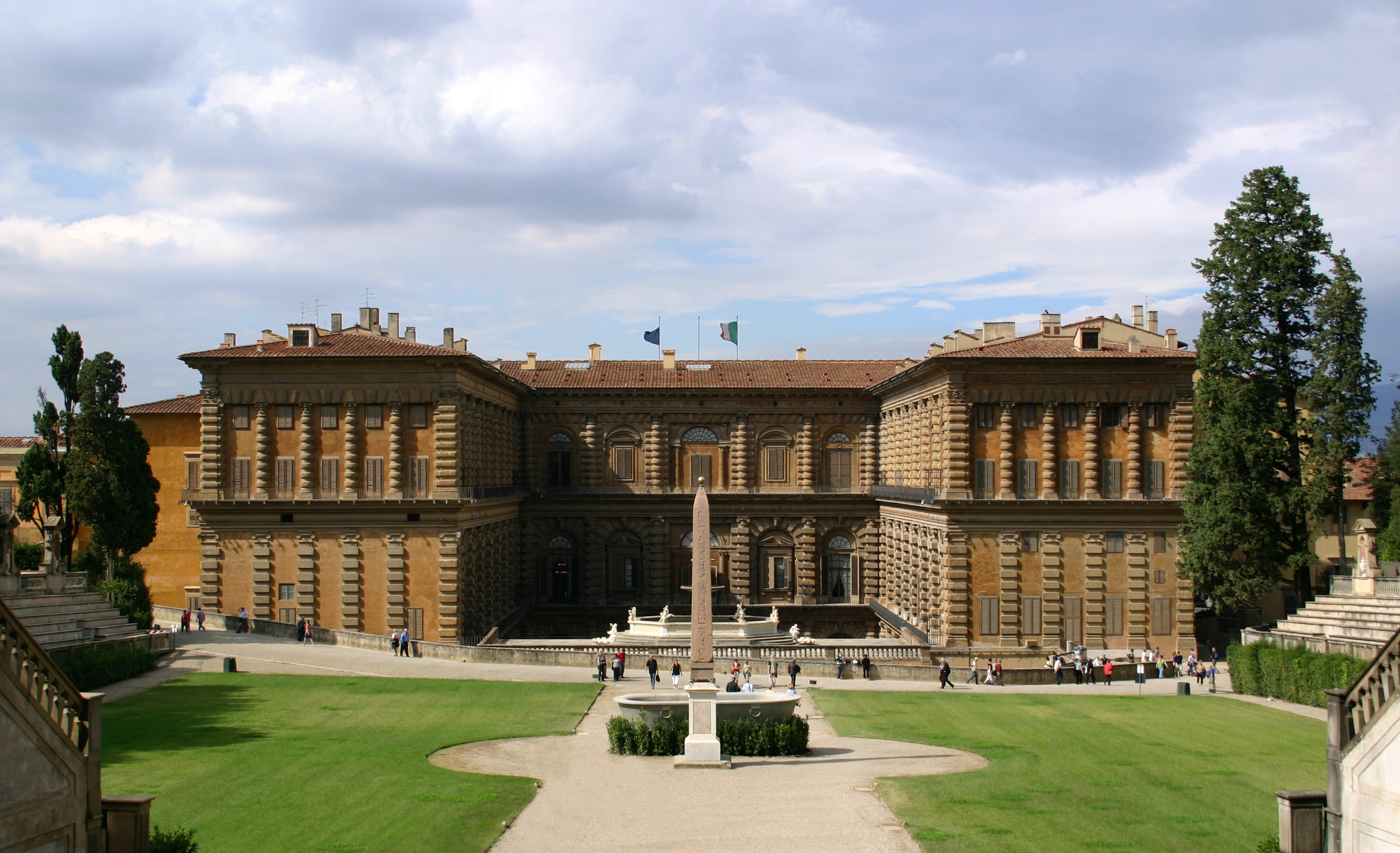
واجهة القصر المقابلة لحدائق بوبوليو.

قصر بيتي (بالإيطالية: Palazzo Pitti)‏ هو قصر كبير في فلورنسا يعود بشكل رئيس إلى عصر النهضة. يقع على الطرف الجنوبي من نهر أرنو، على بعد مسافة قصيرة من بونتي فيشيو. يرجع مركز القصر الحالي إلى عام 1458 و خدم أساساً كمحل إقامة للوكا بيتي و هو مصرفي طموح من فلورنسا.